# Nationale 1 2003-2004 (hockey su pista)
Il Nationale 1 2003-2004 è stata l'88ª edizione del torneo di primo livello del campionato francese di hockey su pista; fu disputato dall'11 ottobre 2003 al 1º maggio 2004. 
Il titolo fu conquistato dal La Vendéenne, al suo nono titolo.

## Stagione

### Formula
Il Nationale 1 2003-2004 vide ai nastri di partenza dodici club; la manifestazione fu organizzata con un girone all'italiana, con gare di andata e ritorno per un totale di ventidue giornate: erano assegnati tre punti per l'incontro vinto, due punti a testa per l'incontro pareggiato e uno per la sconfitta. Al termine della stagione regolare la vincitrice venne proclamata campione di Francia. Le squadre classificate dal decimo al dodicesimo posto retrocedettero direttamente in Nationale 2, il secondo livello del campionato.

## Classifica finale
|                    | Pos. | Squadra         | Pt | G  | V  | N | P  | GF  | GS  | DR  |
| ------------------ | ---- | --------------- | -- | -- | -- | - | -- | --- | --- | --- |
| Francia (bandiera) | 1.   | La Vendéenne    | 61 | 22 | 19 | 1 | 2  | 106 | 44  | +62 |
|                    | 2.   | Quévert         | 57 | 22 | 17 | 1 | 4  | 121 | 50  | +71 |
|                    | 3.   | SCRA Saint-Omer | 54 | 22 | 15 | 2 | 5  | 115 | 66  | +49 |
|                    | 4.   | Mérignac        | 47 | 22 | 11 | 3 | 8  | 98  | 83  | +15 |
|                    | 5.   | Nantes          | 45 | 22 | 11 | 1 | 10 | 75  | 65  | +10 |
|                    | 6.   | Ploufragan      | 42 | 22 | 9  | 2 | 11 | 85  | 95  | -10 |
|                    | 7.   | Saint-Brieuc    | 42 | 22 | 9  | 2 | 11 | 64  | 80  | -16 |
|                    | 8.   | Coutras         | 41 | 22 | 8  | 3 | 11 | 91  | 122 | -31 |
|                    | 9.   | Gazinet-Cestas  | 39 | 22 | 8  | 1 | 13 | 85  | 113 | -28 |
|                    | 10.  | Vaulx-en-Velin  | 37 | 22 | 7  | 1 | 14 | 90  | 123 | -33 |
|                    | 11.  | Villejuif       | 34 | 22 | 4  | 4 | 14 | 75  | 132 | -57 |
|                    | 12.  | Gujan-Mestras   | 28 | 22 | 3  | 1 | 18 | 69  | 101 | -32 |

Legenda:
  Vincitore della Coppa di Francia 2003-2004.
      Campione di Francia e ammessa alla CERH Champions League 2004-2005.
      Ammesse alla CERH Champions League 2004-2005.
      Ammesse alla Coppa CERS 2004-2005.
      Retrocesse in Nationale 2 2004-2005.
Note:
Tre punti a vittoria, due a pareggio, uno a sconfitta.